# Тримбл (Охајо)
Тримбл (енгл. Trimble) град је у америчкој савезној држави Охајо.

## Демографија
По попису из 2010. године број становника је 390, што је 76 (-16,3%) становника мање него 2000. године.
| Група             | 2000.       | 2010.       |
| Белци             | 459 (98,5%) | 380 (97,4%) |
| Афроамериканци    | 0 (0,0%)    | 0 (0,0%)    |
| Азијати           | 1 (0,2%)    | 0 (0,0%)    |
| Хиспаноамериканци | 0 (0,0%)    | 0 (0,0%)    |
| Укупно            | 466         | 390         |